# Montalto (Aspromonte)
Montalto é uma montanha do sul da Calábria, no sul da Itália, com 1955 m  de altitude e 1709 m de proeminência topográfica, pelo que é um pico ultraproeminente. É o ponto mais alto da cordilheira Aspromonte. Faz parte do Parque Nacional de Aspromonte.